# میهیلییا متسارانی
میهیلییا متسارانی (انگلیسی: Mihiliya Methsarani؛ زادهٔ ۱۵ ژانویهٔ ۱۹۹۸) اسکواش‌باز زن اهل سری‌لانکا است که در مجموع در بازی‌های آسیایی جوانان و بازی‌های جنوب آسیا برندهٔ ۲ مدال برنز شده‌است. وی به عنوان برترین اسکواش‌باز سری‌لانکا شناخته می‌شود.